# 이슈 & 사람
이슈 & 사람은 매주 월요일 밤 12시 30분에 춘천 KBS 1TV로 방송된 인터뷰 전문 텔레비전 프로그램이다.

## 기획 의도
강원도의 각계각층 인물과 이야기를 나누는 텔레비전 프로그램이다.

## 방송 시간
방송 시간은 월요일 방송을 기준으로 구분한다.
※ 2012년 10월 8일 : KBS 1TV 24시간 방송 체제 도입 이후 기준임.
| 방송 채널    | 방송 기간                          | 방송 시간                           |
| ------------ | ---------------------------------- | ----------------------------------- |
| 춘천 KBS 1TV | 2013년 4월 24일 ~ 2013년 10월 16일 | 매주 수요일 밤 10:50 ~ 11:30 (40분) |
| 춘천 KBS 1TV | 2014년 4월 9일 ~ 2014년 12월 26일  | 매주 수요일 밤 10:50 ~ 11:30 (40분) |
| 춘천 KBS 1TV | 2013년 10월 21일 ~ 2014년 3월 31일 | 매주 월요일 밤 12:30 ~ 1:10 (40분)  |

## 같이 보기
- 네트워크 참TV